# Cape Limniti
Cape Limniti är en udde i Cypern.   Den ligger i distriktet Eparchía Lefkosías, i den centrala delen av landet, 60 km väster om huvudstaden Nicosia.
Terrängen inåt land är kuperad åt sydväst, men österut är den platt. Havet är nära Cape Limniti åt nordost. Trakten runt Cape Limniti är ganska glesbefolkad, med 25 invånare per kvadratkilometer. Närmaste större samhälle är Léfka, 12,3 km sydost om Cape Limniti. 